# Agromyza paganella
Agromyza paganella är en tvåvingeart som beskrevs av Henry Wetherbee Henshaw 1989. Agromyza paganella ingår i släktet Agromyza och familjen minerarflugor. Inga underarter finns listade i Catalogue of Life.